# Fragmentos de una antropología anarquista
Fragmentos de una antropología anarquista es uno de una serie de folletos publicados por Prickly Paradigm Press, de la Universidad de Chicago, de 102 páginas y publicado en 2004. Con el ensayo, el antropólogo David Graeber intenta esbozar las áreas de investigación que podrían explorar los intelectuales en la creación de un cuerpo de teoría social anarquista.
Graeber sostiene que la antropología es "particularmente bien posicionada" como una comunidad académica que puede mirar en toda la gama de las sociedades humanas y las organizaciones, para estudiar, analizar y catalogar estructuras sociales y económicas alternativas en todo el mundo, y, lo que es más importante, presentar estas alternativas al mundo.

## Revolución a través de la no-confrontación
Una de las más sorprendentes sugerencias en el folleto es el desafío al tradicional concepto anarquista de la agresiva confrontación con el Estado. Graeber hizo un trabajo de postgrado con las culturas tribales en Madagascar, una de las cuales es la de los Tsimihety, en el noroeste del país. Los Tsimihety, rechazan todas las autoridades gubernamentales y organizan  su sociedad a lo largo de líneas muy igualitarias, pudieron continuar su autonomía y cultura durante décadas, hasta el día de hoy, no se enfrentan al gobierno, sino que lo retiran. Graeber escribe:

Hasta el día de hoy han mantenido una reputación como maestros de la evasión: en el marco de los franceses, que se quejaban de que los administradores pudieran enviar delegaciones para disponer de mano de obra para construir una carretera cerca de una aldea Tsimihety, negociar las condiciones de cooperación con los ancianos, aparentemente, y regresar con el equipo una semana más tarde, sólo para descubrir la aldea abandonada donde todos y cada uno de los habitantes se había trasladado con algún familiar para otra parte del país.
pg. 55

## Aspectos de una antropología anarquista
En particular, Graeber sugiere varias zonas a las que una hipotética antropología anarquista tendría que hacer frente, y en el libro se explica detalladamente cada uno de los puntos brevemente:
1. Una teoría del Estado
2. Una teoría de las entidades políticas que no son Estados
3. Otra teoría del capitalismo
4. Poder/ignorancia, o poder/estupidez (Graeber explora una posible teoría de la relación de poder, no con el conocimiento, sino con la ignorancia y la estupidez, en explícita oposición a las teorías de Foucault sobre el poder y el conocimiento. "Debido a la violencia, especialmente la violencia estructural, en la que todo el poder está de un solo lado, crea la ignorancia." (pg. 72)
5. Una ecología de las asociaciones voluntarias
6. Una teoría de la felicidad política
7. Jerarquía
8. Sufrimiento en placer: sobre la privatización del deseo
9. Una o varias teorías de la alienación

## Razones de la inexistencia de la antropología anarquista
El estudio de Graeber también ofrece varias posibilidades de por qué los antropólogos se resisten a salir y hacer juicios normativos y propuestas:

En muchos sentidos, la antropología parece una disciplina aterrorizada de su propio potencial. Es, por ejemplo, la única disciplina en condiciones de hacer generalizaciones acerca de la humanidad en su conjunto -ya que es la única disciplina que realmente abarca a toda la humanidad en cuenta, y está familiarizada con todos los casos anómalos.
pg. 96

Los antropólogos, Graeber escribe, también puede simplemente tener miedo de ser descalificados como "utópicos".
Parte del problema, argumenta Graeber, es que los académicos de la izquierda radical han gravitado hacia el marxismo orientado a la "alta teoría" (Karl Marx mismo fue un doctor), en lugar del anarquismo, más orientado a la práctica. Graeber argumenta también que: 
1. El marxismo ha tendido a ser un discurso analítico o teórico acerca de la estrategia revolucionaria.
2. El anarquismo ha tendido a ser un discurso ético acerca de la práctica revolucionaria.